# Croix grecque de Fournols
La croix grecque de Fournols est une croix grecque située à Fournols dans le département français du Puy-de-Dôme, en région Auvergne-Rhône-Alpes.

## Historique
Datée du XIIIe siècle, cette croix est une ancienne croix provenant d’un cimetière.

### Protection
La croix grecque est inscrite au titre des monuments historiques par arrêté du 22 juillet 1963.

## Description
Cette croix présente deux branches cylindriques égales, ornées d’un côté d’un Christ crucifié et de l’autre d’une Vierge à l'Enfant. L’ensemble est enrichi d’un décor ajouré de guirlandes nervurées. La croix est fixée par un collier métallique sur un fût octogonal reposant sur un socle trapézoïdal à base carrée.